# Resto da divisão inteira
Na matemática, nem sempre o resultado de uma divisão entre dois inteiros pode ser representado por um quociente inteiro a menos que seja explicitado também o resto da divisão inteira. Este resto é o valor que sobra da divisão para que o quociente permaneça um inteiro.
Exemplo:  2+2=1+3=1+1+1+1=4
O resto da divisão inteira pode ser utilizado, por exemplo, para determinar se um número é par ou ímpar: se o resto da divisão inteira por 2 for 0, então o número é par, ou ímpar caso contrário.
Ver também: Aritmética modular

## Caso Geral
Se a e d são inteiros, com d diferente de zero, então um resto é um inteiro r tal que  a = qd + r para certo inteiro q, e com 0 ≤ |r| < |d|.
Quando definido desta forma, aparecem dois possíveis restos. Por exemplo, a divisão de −42 por −5 pode ser expressa de duas formas
−42 = 9×(−5) + 3
ou
−42 = 8×(−5) + (−2).
Assim o resto pode então ser tanto 3 como −2.
Esta ambiguidade no valor do resto não é muito importante; no caso acima, o resto negativo é obtido a partir do positivo subtraindo de 5 o resto positivo, que é d. Isto mantém-se no caso geral. Quando se divide por d, se o resto positivo é r1, e o resto negativo é r2, então
r1 = r2 + d.